# Dejan Kravić
Dejan Kravić (En serbio, Дејан Кравић, Mostar, Bosnia y Herzegovina, 9 de septiembre de 1990) es un jugador de baloncesto serbio con pasaporte canadiense, del Movistar Estudiantes. Con 2,13 metros de estatura, juega en la posición de pívot. Es primo del exjugador profesional Kosta Perović.

## Trayectoria deportiva

### Universidad
Jugó dos temporadas en la Universidad de York de Toronto, Canadá, promediando en la segunda de ellas 15,6 puntos, 9,6 rebotes y 2,3 tapones por partido. En 2011 fue transferido a los Red Raiders de la Universidad Tecnológica de Texas, donde tras cumplir el preceptivo año en blanco que impone la NCAA en las transferencias entre universidades, jugó dos temporadas más en las que promedió 8,1 puntos, 4,9 rebotes y 1,3 tapones por partido.

### Profesional
Tras no ser elegido en el Draft de la NBA de 2014, el 21 de julio firmó su primer contrato profesional con el Rethymno BC griego. Jugó una temporada en la que promedió 6,5 puntos y 4,7 rebotes por partido.
El 25 de agosto de 2015 se anunció su llegada al SPM Shoeters Den Bosch de la liga neerlandesa, con los que disputó una temporada en la que promedió 15,6 puntos y 9,0 rebotes por partido.
El 25 de julio de 2016 regresó al Rethymno BC, al firmar un contrato por dos temporadas.
Tras una temporada en Grecia, el 14 de julio de 2017 firmó por Excelsior Brussels Basket, club en el que estuvo hasta el 20 de octubre de 2017.
En noviembre de 2017 firmó el con el Panionios de la liga griega.
El 5 de julio de 2018 fichó por la Virtus de Bolonia, con el que sería campeón de la Basketball Champions League.
Tras una temporada en Italia, en julio de 2019 se comprometió por una temporada con el Monbus Obradoiro. La temporada 2019-20 promedió 13.2 puntos, 6.4 rebotes, 1,3 tapones y 15,9 de valoración por partido con Monbús Obradoiro. 
En julio de 2020, se compromete con el San Pablo Burgos de la Liga Endesa. En la temporada 2020-21, promediaría 10.7 puntos, 4.6 rebotes y 11.3 valoración. Con el conjunto burgalés ganaría en dos ocasiones la Basketball Champions League, las ediciones 2020 y 2021, siendo su tercera consecutiva.
En la temporada 2021-22, sus números en Liga Endesa fueron de 8.6 puntos y casi 6 rebotes para una media de 10.4 de valoración, mientras que en la Basketball Champions League sus medias fueron 7.4 puntos, 5.1 rebotes y 11.3 de valoración.
El 28 de enero de 2022, se desvincula de San Pablo Burgos y firma por el Unicaja Málaga de la Liga Endesa.
El 16 de agosto de 2022 fichó por el Victoria Libertas Pesaro de la Lega Basket Serie A.
El 11 de agosto de 2023, firma por el Casademont Zaragoza de la Liga Endesa. Tras disputar 45 partidos, al finalizar la temporada, el 30 de mayo de 2024, se anuncia la finalización de su contrato con el club. 